# Elías Sánchez Rubio
Elías Sánchez Rubio est l'une des quatre paroisses civiles de la municipalité d'Indígena Bolivariano Guajira dans l'État de Zulia au Venezuela. Sa capitale est El Molinete.